# Atypichthys latus
Atypichthys latus is een straalvinnige vissensoort uit de familie van loodsbaarzen (Kyphosidae). De wetenschappelijke naam van de soort is voor het eerst geldig gepubliceerd in 1916 door McCulloch & Waite.